# Grajvoronskij rajon
Il Grajvoronskij rajon (in russo Грайворонский район?) è un rajon dell'Oblast' di Belgorod, nella Russia europea; il capoluogo è Grajvoron. Istituito nel 1928, ricopre una superficie di 853,8 chilometri quadrati e nel 2010 ospitava una popolazione di circa 29.000 abitanti.

## Storia
Durante l'invasione in Ucraina, nel maggio 2023, due milizie russe filo-ucraine, Legione "Libertà alla Russia" e Corpo Volontario Russo, conducono una serie di attacchi nei villaggi del rajon.